# Arumuni
Arumuni nebo Aromuni nebo Kucovlasi, případně Valaši (rumunsky mj. Armãnj, Makedonji-armanji) je etnická skupina Románů roztroušená v horských regionech Severní Makedonie, v jižní a střední Albánii, v severním Řecku, v jižním Bulharsku a rumunské Dobrudži.
Jejich jazyk je arumunština, jazykově jsou příbuzní Rumunům, Meglenorumunům a Istrorumunům; hlavně z pohledu rumunských úřadů a jazykovědců bývá arumunština považována za nářečí rumunštiny. Lze ji považovat za směs rumunštiny a místních nářečí a jazyků, zejména řečtiny a albánštiny.

## Původ

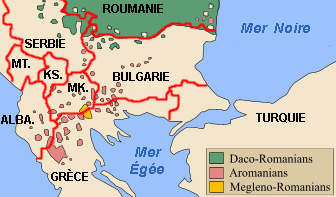
Arumuni (červená barva) a Rumuni (zelená barva)

Původ Arumunů je předmětem sporů a společně s Albánci patří mezi dodnes nevyjasněné etnické skupiny Balkánu. Jedna z teorií říká, že Arumuni jsou potomci římských legionářů a kolonistů, kteří se usadili jižně od Dunaje a smíchali se s původním obyvatelstvem na území, kde se usadili (Ilyrové, Řekové, Thrákové), přičemž u nich přetrval latinský jazyk. Podle jiné teorie jsou potomci romanizovaných Thráků, kteří se během slovanských vpádů na Balkán v 6. stol. stáhli z Thrákie do horských oblastí po celém Balkáně. Podle další teorie jsou Arumuni potomci romanizovaných Řeků, kteří během slovanských vpádů osídlili ostatní balkánské území, případně se tato teorie vztahuje pouze na řecké Arumuny. Podle jiných názorů pocházejí z Dacie a na jih Balkánu byli vyhnáni Slovany, případně, že se jedná o románské obyvatelstvo dnešního Srbska, které se posunulo na jih. Žádná z těchto teorií se však nedá potvrdit. První zmínka o Arumunech pochází až z 11. stol. od řeckého spisovatele Jeorja Kedrinose, který vzpomíná Valachy v oblasti Kastorie a Prespesu. Název „Arumuni“ pochází od německého romanisty Gustava Weiganda z 19. století.

## Historie
V 19. století se zapojili do národněosvobozeneckého hnutí. Roku 1905 uznal sultán Abdulhamid II. Arumuny za samostatnou národnost. Ve středověku hráli v rámci Balkánu významnou roli zejména v oblasti obchodu s vlnou a látkami a také jako průvodci karavan. Jejich obchodní kontakty sahaly až do severní Evropy. V rámci Osmanské říše požívali jisté autonomie.
V průběhu 20. století byli pronásledováni, zvláště v Bulharsku a v Řecku. Během 2. světové války vznikl pod italskou patronací na Balkáně arumunský stát Knížectví Pindus (arumunsky Printsipat di la Pind), který však měl jen malou rozlohu a krátké trvání. Dnešní počet Arumunů není znám, odhady kolísají mezi 100 000 – 250 000. Většinou jsou pravoslavného vyznání.

## Rozdělení

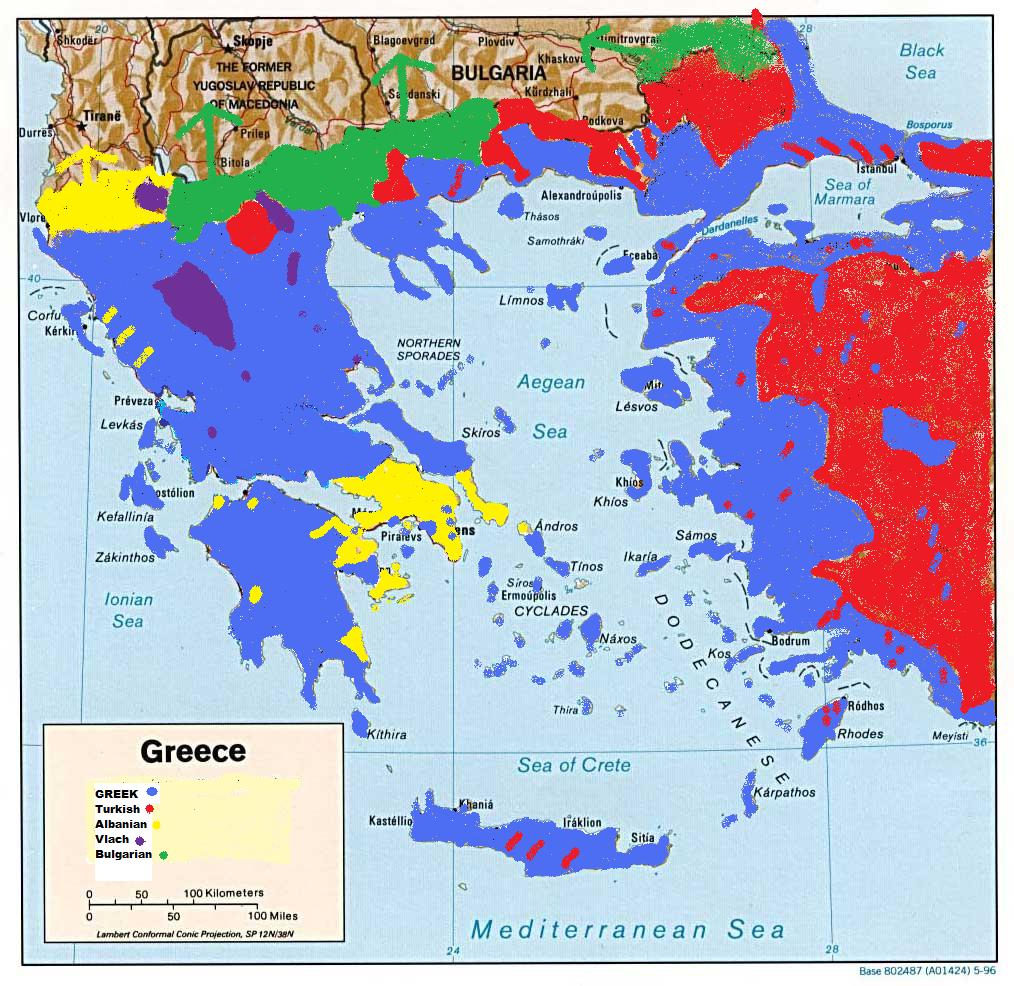
Etnická mapa jižního Balkánu a Anatolie do roku 1923. Řekové = modrá barva, Turci = červená barva, Albánci (příp. Arvanité) = žlutá barva, Arumuni = fialová barva, Bulhaři = zelená barva.

Největší počet Arumunů obývá Řecko, konkrétně pohoří severního Pindosu, mezi Epirem a Thesálií. Tito Arumuni se řecky nazývají Κουτσόβλαχοι (Kutsovlachi), z tureckého küçük („malý“ – ve smyslu zeměpisně blízký), na rozdíl od „Velkých Valachů“ (neboli vzdálených), tedy dnešních Rumunů. Nazývají se také βλάχοι (Vlach), nebo také Γραικόβλαχοι (Grekovlachi-Grekovalasi). Nejjižnější osídlení Arumuny bylo v řeckém kraji Akarnania, u obce Stratos, šlo pouze o asi 3 000 lidí, nazývají se Αρβανιτόβλαχοι (Arvanitovlachi-Albanovalasi), neboť sem přišli během turecké doby z dnešní Albánie. Nazývají se také nesprávným termínem Καραγκούνηδες (Karagunides), toto slovo totiž správně označuje řeckomluvící obyvatelstvo Thesálie. Arumuni se v Řecku soustřeďují ve městech Samarina (arum. Santa Marina), Metsovo (arum. Aminciu), Nymfeo (arum. Nevesca) a Klisura (známá jako Vlachoklisura), menšinu tvořili v Larise, Tyrnave, Nause, Greveně, Verii, Serresu, a Kastorii. Malá společenství existují i na thesálských rovinách, kam Arumuni během turecké doby přišli z pohoří Pindos, jde však hlavně o smíšené řecko-arumunské území. Nejznámější město s arumunskou menšinou je v tomto území Farsala, město s etnickou Řecko mluvící většinou a arumunskou menšinou. Místní Arumuni jsou známí jako Farsheroti (Farshãroti). Arumuni žijí i v pár vesnicích v okolí města Volos, nejznámější arumunská vesnice je Sesklo (arum. Shushclu-Šušklu). Z pohoří Pindos osídlili Arumuni i některé vesnice v řecké Makedonii, na hranici s dnešní Severní Makedonií. 
V Řecku se počet obyvatel arumunského původu pohybuje kolem 200 000 osob, jde však již o Řeky smíšené s helenizovaným obyvatelstvem, arumunský jazyk ovládá zhruba 20 000 lidí. V Řecku jsou organizováni do různých spolků, které udržují arumunské tradice, pořádají se různé festivaly a výuka jazyka. V Řecku se již tradičně Arumuni cítí být Řeky.
V Albánii se koncentrují ve městech Voskopojë (arum. Moscopole) a Korce (arum. Corceao) a tato města patřila mezi nejvýznamnější centra arumunského osídlení a obchodu. Koncentrují se také ve střední Albánii, v okolí města Fier, kde také žije i řecká menšina. V Albánii se nazývají Copan (pastýři). 
Ve slovanských zemích, Srbsku a Severní Makedonii, se nazývají Činčár, jméno je odvozeno od arumunského slova cinci (nebo činčil – „pět“), podle tradice proto, že jde o potomky páté římské legie. V Severní Makedonii žije kolem 100 000 Arumunů, koncentrují se na jihu země, v okolí města Bitola (arum. Monastiri), Krušovo (arum. Crusuva), Struga (slovanizovaný název arumunského slova strunga – „pastevecký dům“) a Kumanovo na severu. Srbští Arumuni už arumunsky nemluví. Hodně Arumunů se začátkem 20. stol. přesídlilo z Řecka do Rumunska, šlo o Arumuny, kteří neměli řecké národní povědomí, pocházeli hlavně z řecké Makedonie a usadili se v rumunské Dobrudži.

## Dvojjazyčnost a jazyk arumuni

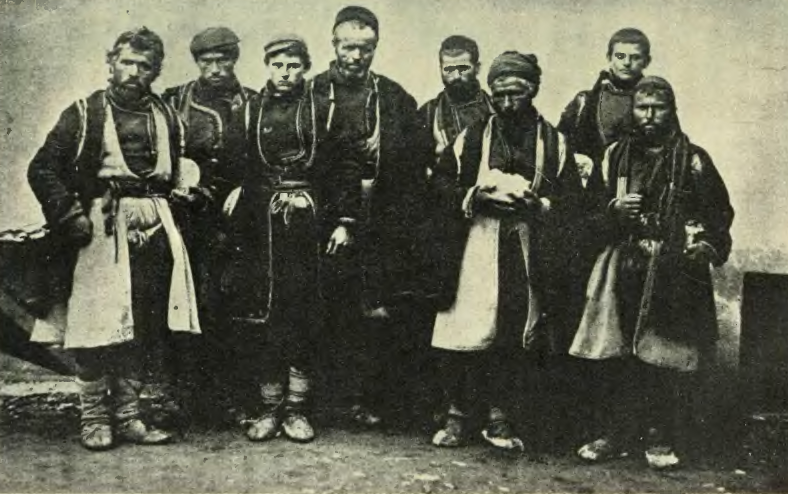
Arumuni 1914

Mateřským jazykem arumuni je arumunština, jazyk východorománské skupiny. Většina slov pochází z latiny, ale velké množství běžných slov pochází z řečtiny, je patrný i vliv albánštiny, v menší míře slovanských jazyků a turečtiny. Téměř všichni Arumuni z dnešního Řecka, Albánie a Severní Makedonie byli v minulosti bilingvní, používali i řečtinu, která byla jazykem obchodu, kultury a církve. Psali pouze v řečtině. Zajímavostí je, že Arumuni se s Řeky neasimilovali v územích, kde Řekové tvořili většinu. Uchovali si svůj jazyk a tradice, někdy se od řeckého obyvatelstva distancovali, sami se však považovali za Řeky, tedy Ρωμιοί (Romi) nebo Έλληνες (Ellines-Helena), ale ne za Γραικοί (Řek), jak se označovalo jen řecky mluvící obyvatelstvo. Splynutí Řeků a Arumunů se událo až v 20. stol. a je spojeno s masivní urbanizací Řecka. V ostatních balkánských zemích tvoří Arumuni etnickou menšinu.
Dnes se arumunština používá hlavně v Albánii a Severní Makedonii. V Řecku ji ovládá pouze kolem 20 000 lidí, přičemž v městech Metsovo a Samařina je arumunština hlavním a běžně používaným jazykem. V Srbsku se nepoužívá vůbec.
V minulosti se arumunština zapisovala pouze zřídka, protože jako psaný jazyk se na Balkáně používala jen řečtina, případně turečtina. Proto byly ojedinělé arumunské texty zapisované řeckou abecedou. V roce 1997 však bylo v severomakedonském arumunském centru Bitola (Monastiri) uznáno používání latinské abecedy, která se dnes používá jako oficiální abeceda na zápis arumunštiny. Principy zapisování jazyka byly inspirovány příbuznými jazyky, rumunštinu a italštinou. Arumunština je velmi blízká rumunštině, ale zatímco rumunština má silné slovanské a maďarské prvky, arumunština má hlavně řecká, případně albánská slova.
Základní fráze jsou: Buna dzua (Dobrý den), Cum ti chljama? (Jak se jmenuješ?), Tsi fats? (Jak se máš? Co děláš?), Haristo (děkuji), Eshci Mush (Eshi mushata, Jsi pěkná), Ciao (Ahoj), Mine ESCU Xenu (Já jsem cizinec), Mine Cantu bun (Já zpívám pěkně), Picuraru iu earam, Picura aveam (Pastýřem jsem byl, ovce jsem měl).

## Způsob života

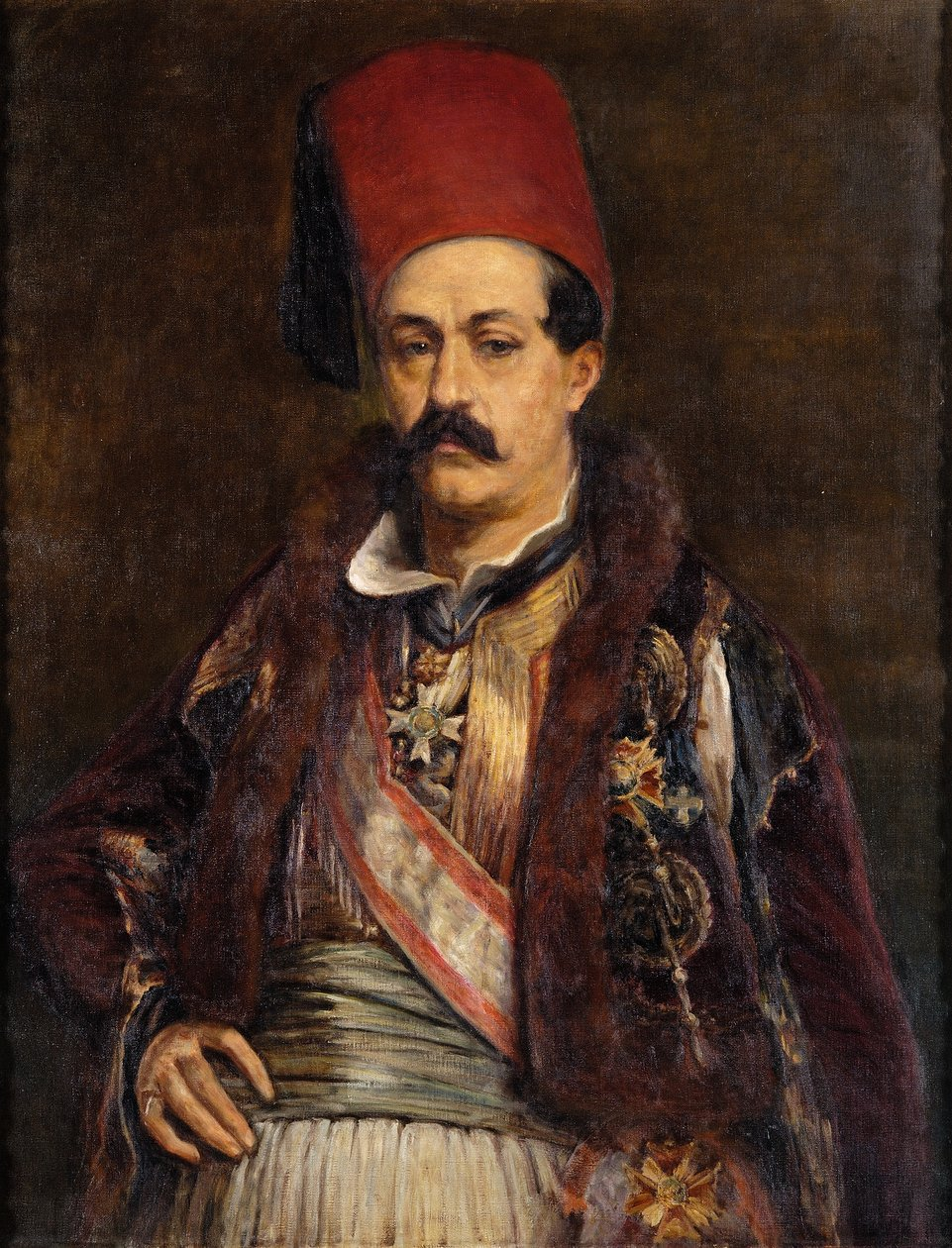
Ioannis Kolettis (1773–1847), premiér Řecka, původem Arumun z epirského Syraka.

V minulosti patřili Arumuni k výborným pastýřům, žili ve vysokohorských územích a chovali velké množství ovcí a koz. Arumuni v městech se živili především obchodem, byli výborní podnikatelé, kteří obchodovali s celou Evropou. Termín Βλάχοι (Vlach-Valaši) se v Řecku používá k označení jakéhokoliv pastýře, nejen Arumuna, stejně jako i ve slovenštině. Známé arumunské osobnosti byly například Ioannis Kolettis (řecký premiér), Evangelos Averoff (řecký podnikatel a filantrop), bratři Manakisovci (filmoví producenti), Apostolos Kaldaras (řecký hudební skladatel) a Toše Proeski (současný severomakedonský populární zpěvák).

## Arumuni na Slovensku
Ve středověku, mezi 14.–16. stol., během tzv. valašské kolonizace, osídlili Arumuni část severního a středního Slovenska. Šlo však hlavně o Valachy z dnešního Rumunska, tedy o předky Rumunů. Menší část valašského obyvatelstva pocházela i z jižního Balkánu a po příchodu na Slovensko hovořila arumunsky i řecky, existovalo zde pravděpodobně i malé čistě řecké obyvatelstvo. Arumuni se však na Slovensku asimilovali, stejně jako i na moravském Valašsku, které dostalo své jméno právě po Valaších. Slova arumunského původu ve slovenštině jsou například salaš, bača, fujara, valach, brynza (od slova branži-sýr). Slovenské lidové tradice, hudba a tance ze středního a severního Slovenska mají silný balkánský vliv, který sem přinesli právě Arumuni, jde hlavně o folklór podobný rumunskému, spojitost se však dá najít i s jihobalkánským, který přinesli Arumuni z této oblasti. Arumuni na Slovensko přinesli typický balkánský způsob chovu ovcí a koz, tedy na vyvýšeninách a kopcích a ne na rovinách, jak tomu bylo na Slovensku před příchodem Arumunů. Arumuni totiž tradičně obývají vysokohorské území, to se vzpomíná v mnoha lidových písních, např. v řecké písni se zpívá:Pera eki stin Aetorachi Kanuni mia chara i Vlach (Tam nahoře v Aetorachi baví se Valaši)nebo Pano sa psyli rachula kathete mia Vlachopula (Nahoře na vysokém vrchu sedí jedna valašská dívka).

## Náboženství

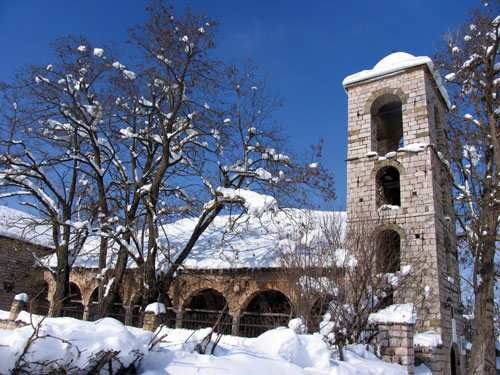
Kostel svatého Mikuláše

Arumuni jsou většinou pravoslavného a katolického vyznání. Pravoslavní Arumuni pocházejí z jižního Balkánu a svou liturgii měli hlavně v řečtině, existují však zprávy i o používání arumunštiny jako liturgického jazyka během turecké nadvlády. Po rozpadu Osmanské říše přestaly být Arumuni součástí řeckého konstantinopolského patriarchátu, patří pod samostatné autokefální ortodoxní církve země, kde žijí.
V minulosti existovali i muslimští Arumuni, jejichž předkové konvertovali k islámu mezi 17.–18. stol. Obývali hlavně dnešní řeckou Makedonii, ale v roce 1923 během Řecko-turecké výměny obyvatel byly přesídleni do Turecka spolu s dalšími řeckými muslimy. Dnes žijí převážně v turecké Thrákii a jsou značně poturčení.

## Lidová kultura

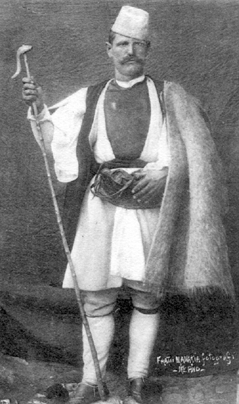
Arumunský pastýř v tradičním oděvu, počátek 20. stol.

Tradiční kultura Arumunů byla vždy spojena s pasteveckým životem. Tradiční lidové písně či tance byly ovlivněny různými kulturami s nimiž se Arumuni setkávali. Arumuni z řecké Thesálie a Epiru mají hudbu stejnou, jakož i Řecko mluvící obyvatelstvo těchto území, v některých případech však méně melodickou. Dominuje zde klarinet a v pozadí drnkací nástroje úd a Laut. Melodie jsou podobné jako u místních Řeků, ale jiné než např. u řeckého kmene Sarakacanů, u kterých se sice hudba řadí do stejného členění, ale mají často specifické melodie. Lidová hudba Arumunů z řecké Makedonie je stejná, jak u místního původního řeckého a slovanského obyvatelstva. Řečtí arumuni tančí tradiční řecké tance a to tsamiko či syrtos. Známá lidová píseň řeckých Arumunů je Ficiori di Samařina (čti Ficora di Samařina-řecký Pedio tis Samařina-Děti ze Samařina), také píseň Vulo-Tsivulo (ženské jméno) a také Picuraru io nji earam (Pastýřem jsem nebyl). Arumuni ze Severní Makedonie, Albánie a Srbska mají tance a hudbu stejnou, jakož i ostatní obyvatelé daných území, často odlišnou od řeckých (s výjimkou Albánie, kde tradiční kultura vychází z řecké). Nedominuje zde hlavně klarinet, ani drnkací nástroje, ale hudba je v balkánském stylu, hlavním nástrojem je hlavně harmonika. Tato hudba byla ovlivněna hlavně benátskou lidovou hudbou. V tradičních nearumunských balkánských (hlavně řeckých) lidových písních se často zmiňují Arumuni, v Řecku je mnoho lidových písní o Valaších, ne vždy se však toto označení používá na Arumuny, často jde jen o řeckého pastýře. Různorodé jsou i lidové kroje, které se podobají krojům zemí, ve kterých Arumuni žijí. V Řecku a Albánii je tradičním krojem řecká mužská sukně fustanella, ženy nosí hlavně kroje černé a černo-červené barvy.

## Arumuni a Sarakacani
V minulosti byly k Valachům přiřazování i Sarakacani, což je skupina řecky mluvícího obyvatelstva žijící v jižním Pindosu v pohoří Agrafa a v několika dalších řeckých a balkánských horských územích. Jde o nomádské pastevce, kteří svým životem mohou připomínat Arumuny. Právě pro jejich pastevecký život byly hlavně v 19. stol. cizími cestovateli mylně řazeni k Arumunům. Někdy je tak nazývali i Řekové, ale ti chápali rozdíl mezi nimi a Arumuny, u Řeků se totiž slovo Vlachos (valach) používalo k označení jakéhokoli pastýře. Život Sarakacanů se však od života Arumunů značně liší. Jednak je to fakt, že Sarakacani vždy mluvili řecky, jak to zjistil např. sociolog a antropolog John Campbell a nejde tedy o helenizované Arumuny, jelikož hovoří specifickým řeckým nářečím s množstvím slov a starořeckých archaismů, které standardní řečtina nemá. Zvyky Sarakacanů se značně liší od zvyků Arumunů. Je to hlavně jejich kočovnický způsob života, chodili z místa na místo a na rozdíl od Arumunů neměli stálé osídlení. Kromě toho jsou Sarakacani tvrdou patriarchální společností, kde ženy nemají vůbec žádný vliv, na rozdíl od Arumunů, kde ženy byly skoro rovnoprávné s muži. Sarakacani a Arumuni však žili v blízkosti a proto často obchodovali, hlavně s ovcemi a kozami. Samotní Arumuni nazývali Sarakacany Greci (tedy Řekové).

## Známí Arumuni
- Bratři Manakisové – filmoví producenti z Řecka
- Sergiu Nicolaescu – rumunský režisér
- Ion Caramitru – rumunský herec a bývalý ministr kultury
- Giorgos Averoff – řecký podnikatel a filantrop z 19. stol.
- Rodina Mocioni – podnikatelská rodina z Rakousko-Uherska, původně z města Voskopojë
- Ioannis Kolettis – řecký premiér, 19. stol.
- Sotirios Boulgara – řecký klenotník, zakladatel značky Bulgari
- Apostolos Kaldaras – řecký hudební skladatel
- Dimitrios Mitropanos – řecký hudební skladatel
- Tose Proeski – současný severomakedonský zpěvák
- Simona Halep – rumunská tenistka
- Giannis Boutari – řecký podnikatel, majitel vinařské společnosti Butare a současný starosta města Soluň